# Araputanga
Araputanga é um município brasileiro do estado de Mato Grosso.

## História
Araputanga recebeu status de município pela lei estadual nº 4153 de 14 de dezembro de 1979, com território desmembrado do município de Mirassol d'Oeste.

## Geografia
Localiza-se a uma latitude 15º28'16" sul e a uma longitude 58º21'11" oeste, estando a uma altitude média de 200 metros. Sua população estimada em 2020, conforme dados do IBGE, era de 16.951 habitantes. Possui uma área de 1608,52 km².

### Clima
Araputanga está em área de clima Tropical subúmido, com duas estações bem definidas: a de chuvas (entre a primavera e o verão) e a de estiagem (entre o outono e o inverno). As temperaturas mais baixas variam entre 10°C e 15°C entre maio e setembro. Geadas ocorrem a cada cinco anos, em média. As temperaturas mais quentes variam entre 37°C e 40°C entre setembro e novembro. A maior precipitação de chuvas ocorre no verão.

## Economia
As bases da economia de Araputanga são as pecuárias de corte e de leite. E a avicultura e a piscicultura estão sendo desenvolvidas, com expectativa de instalação de um frigorífico de peixes.

## Cultura
Lago Azul, começou a funcionar no ano de 2007. Tendo o festival de pesca todos os anos, que atrai toda a população. O carnaval e o rodeio, festas típicas da região, trazem pessoas de todos os lugares, sendo reconhecidos por sua agitação. Além destes, vê-se o Arafest, concurso de música para artistas locais e a Festa da Padroeira, quermesse promovida pela  igreja católica local.

## Desenvolvimento da população
| Ano  | População           |
| ---- | ------------------- |
| 1980 | 17.155 (censo)      |
| 1991 | 12.560 (estimativa) |
| 1992 | 12.341 (estimativa) |
| 1994 | 12.080 (estimativa) |
| 1996 | 12.971 (estimativa) |
| 1998 | 13.732 (estimativa) |
| 2000 | 13.675 (censo)      |
| 2002 | 13.910 (estimativa) |
| 2004 | 14.247 (estimativa) |
| 2006 | 14.499 (estimativa) |
| 2008 | 15.878 (estimativa) |
| 2010 | 15.342 (censo)      |
| 2012 | 15.594 (estimativa) |
| 2014 | 15.926 (estimativa) |
| 2016 | 16.113 (estimativa) |
| 2017 | 16.223 (estimativa) |
| 2022 | 14.786 (censo)      |

## Religião
Religião no Município de Araputanga segundo o censo de 2010.
| Religião       | %    |
| -------------- | ---- |
| Catolicismo    | 65,3 |
| Protestantismo | 25,8 |
| Outras         | 2,6  |
| Sem religião   | 6,3  |

## Últimos prefeitos eleitos
| Ano  | Prefeito      | Partido       | Votos | %     | Ref    |
| ---- | ------------- | ------------- | ----- | ----- | ------ |
| 2004 | Vano          | PP            | 4.396 | 54,22 | [ 9 ]  |
| 2008 | Vano          | PP            | 4.848 | 55,65 | [ 10 ] |
| 2012 | Sidney Salomé | PMDB          | 5.531 | 60,76 | [ 11 ] |
| 2016 | Joel          | PSB           | 5.333 | 60,69 | [ 12 ] |
| 2020 | Enilson Rios  | Solidariedade | 3.492 | 43,41 | [ 13 ] |